# Satisfied
Satisfied é o quarto álbum de estúdio da banda DecembeRadio, lançado a 26 de Agosto de 2008.
O disco foi lançado em Agosto, e estreou no nº 116 da Billboard 200 e no nº 3 da Top Christian Albums, tendo na primeira semana as vendas superado quase em dobro as do disco anterior, DecembeRadio.
| Críticas profissionais                                                      | Críticas profissionais |
| Avaliações da crítica                                                       | Avaliações da crítica  |
| Fonte                                                                       | Avaliação              |
| --------------------------------------------------------------------------- | ---------------------- |
| allmusic                                                                    | [ 4 ]                  |
| Billboard                                                                   | (sem nota)             |
| Christian Music Central                                                     | [ 6 ]                  |
| Christianity Today                                                          | [ 7 ]                  |
| Cross Rhythms                                                               | [ 8 ]                  |
| Gospel Music Channel                                                        | (sem nota)             |
| Jesus Freak Hideout                                                         | [ 10 ]                 |
| The Phantom Tollbooth                                                       | (sem nota)             |
| Esta tabela precisa de ser acompanhada por texto em prosa. Consulte o guia. |                        |

## Faixas
Todas as faixas por Brian Bunn, Boone Daughdrill, Eric Miker, Josh Reedy e Scotty Wilbanks, exceto onde anotado.
1. "Better Man" – 3:23
2. "Satisfy Me" – 3:22
3. "Believer" – 3:40
4. "For Your Glory" (Bunn, Daughdrill, Miker, Reedy, Wilbanks, Brian White) – 3:56
5. "Gasoline" – 2:51
6. "Falling for You" – 2:39
7. "Look for Me" (Bunn, Daughdrill, Miker, Reedy, Wilbanks, White) – 4:01
8. "Love Can" (Bunn, Daughdrill, Miker, Reedy, Wilbanks, Russ Lee) – 4:14
9. "Peace of Mind" – 3:32
10. "Be Alright" – 3:16
11. "Powerful Thing" (Bunn, Daughdrill, Miker, Reedy, Wilbanks, White) – 3:24
12. "Find You Waiting" – 4:07
13. Faixa escondida – 4:48

## Tabelas

### Álbum
| Ano  | Tabela                                       | Posição |
| ---- | -------------------------------------------- | ------- |
| 2008 | U.S. Billboard 200                           | 116     |
| 2008 | U.S. Billboard Top Christian & Gospel Albums | 4       |
| 2008 | U.S. Top Christian Albums                    | 3       |

### Singles
| Ano  | Single             | Tabela                                          | Posição |
| ---- | ------------------ | ----------------------------------------------- | ------- |
| 2008 | "Find You Waiting" | U.S. Billboard Hot Christian Songs              | 5       |
| 2008 | "Find You Waiting" | U.S. Billboard Hot Christian Adult Contemporary | 10      |
| 2008 | "For Your Glory"   | U.S. Billboard Hot Christian Adult Contemporary | 27      |
| 2009 | "Believer"         | U.S. Billboard Hot Christian Songs              | 30      |

## Créditos
- Josh Reedy – Vocal, baixo
- Brian Bunn – Guitarra, vocal
- Eric Miker – Guitarra, vocal
- Boone Daughdrill – Bateria